# Hilara mantis
Hilara mantis är en tvåvingeart som beskrevs av Frey 1952. Hilara mantis ingår i släktet Hilara och familjen dansflugor. Inga underarter finns listade i Catalogue of Life.